# Alois von Brinz
Alois von Brinz (Weiler-Simmerberg, 5 febbraio 1820 – Monaco di Baviera, 13 settembre 1887) è stato un giurista e politico tedesco esponente della pandettistica.

## Biografia
Figlio a sua volta di un giurista, e nipote di un nonno mastro fornaio a Weiler, Brinz studiò a Monaco di Baviera e a Berlino per poi entrare nel servizio giudiziario del suo stato d'origine, la Baviera. A Berlino il professor Adolf August Friedrich Rudorff lo aveva incoraggiato nell'approfondimento del diritto romano, cosa che egli intensificò durante il suo lavoro pratico. Nella capitale prussiana fu anche allievo del celebre Georg Friedrich Puchta che lo introdusse nel movimento della pandettistica.
Nel 1851 l'Università di Erlangen-Norimberga lo nominò professore senza cattedra. Dal 1854 lavorò lì come professore ordinario di diritto romano. Nel 1857 occupò un incarico simile presso l'Università Carolina di Praga. A Praga Brinz divenne anche attivo politicamente, diventando membro del parlamento boemo nel 1861 e in seguito prendendo posto nel Reichsrat austriaco . Nel parlamento boemo fu un impegnato oratore e, insieme agli altri leader del partito liberale tedesco, Johann Friedrich Wilhelm Herbst e Leopold Hasner von Artha, difese risolutamente gli interessi tedeschi.
Nel 1866 divenne professore all'Università di Tubinga. Qui ha terminato il suo libro sulla pandette (Lehrbuch der Pandekten), considerata la sua opera più importante. Inizialmente rifiutò di entrare a far parte del parlamento del Württemberg, ma poi accettò la nomina da parte dello stesso parlamento come  membro della Corte costituzionale.
Dal 1871 in poi, Alois von Brinz insegnò diritto civile romano all'Università di Monaco per poi essere eletto rettore dell'università. Nel 1872 venne insignito dell'Ordine al Merito della Corona Bavarese entrando così di statuto nella nobiltà tedesca. Nel 1883 fu eletto membro ordinario della classe di storia dell'Accademia bavarese delle scienze.
Fu membro delle confraternite studentesche Corps Suevia München and Corps Frankonia Prag Saarbrücken.

## Opere
- Notamina ad usumfructum (1849)
- Die Lehre von der Compensation (1849)
- Lehrbuch der Pandekten (1857-1871)
- Der Begriff Obligatio (1874)
- Zum Begriff u. Wesen der röm (1885)
- Über die rechtliche Natur des röm (1886)